# Correzione di continuità

Grafici della distribuzione binomiale per n=6 e p=0,5 e della sua approssimazione tramite una distribuzione normale.

In teoria della probabilità, la correzione di continuità è una modifica dell'intervallo di integrazione che si applica quando si calcola un valore di probabilità approssimando una distribuzione discreta con una continua.

## Applicazione
La correzione di continuità consiste tipicamente nell'ampliare di 1⁄2 gli estremi dell'intervallo sul quale si integra la densità di probabilità continua usata per approssimare una distribuzione discreta. Rappresentando infatti la distribuzione discreta con un insieme di rettangoli con base unitaria centrata nel valore della variabile e altezza pari alla probabilità corrispondente (come nell'immagine a lato) si osserva che, per alcune distribuzioni (come la binomiale o la poissoniana), integrando senza correzione l'area sottesa dal grafico della distribuzione continua è sempre più piccola della probabilità data dalla distribuzione discreta. Poiché per una variabile casuale X che segue una distribuzione discreta si ha 
{\displaystyle P(X\leq x)=P\left(X\leq x+{\frac {1}{2}}\right)}
{\displaystyle P(x\leq X\leq y)=P\left(X\leq y+{\frac {1}{2}}\right)-P\left(X\leq x-{\frac {1}{2}}\right)}
per x intero, si può modificare l'approssimazione estendendo l'intervallo di integrazione di 1⁄2.
Ad esempio, data una variabile casuale X con distribuzione binomiale di parametri n e p, per n sufficientemente grande si può assumere
{\displaystyle P(X\leq x)\approx P\left(Y\leq x+{\frac {1}{2}}\right)}
dove Y è una variabile casuale che segue una distribuzione normale con parametri μ = n·p e σ² = n·p·(1 − p). Con tale correzione, la precisione dell'approssimazione è molto maggiore.